# Renthendorf
Renthendorf é um município da Alemanha localizado no distrito de Saale-Holzland, estado de Turíngia.
Pertence ao Verwaltungsgemeinschaft de Hügelland/Täler.

## Demografia
Evolução da população (31 de dezembro):
| - 1994 - 514 - 1995 - 519 - 1996 - 517 - 1997 - 510 | - 1998 - 509 - 1999 - 510 - 2000 - 515 - 2001 - 500 | - 2002 - 480 - 2003 - 474 |

Fonte: Thüringer Landesamt für Statistik